# M-84
M-84 jugoslavenski je glavni borbeni tenk razvijen na osnovi T-72, čiju je licencu SFRJ otkupila od Sovjetskog Saveza. Ime je dobio po godini kada je ušao u serijsku proizvodnju. Proizvodio od 1984. do 1991. godine, a proizvedeno ih je oko 650.
Znatan broj tenkova prodan je Kuvajtu, te su sudjelovali u nekim borbama tijekom Zaljevskog rata 1991. godine. Dio flote tih tenkova koji su ostali na području bivše SFRJ naveliko je korišten u borbama tijekom Domovinskog rata u Hrvatskoj te tijekom Rata u Bosni i Hercegovini.
U 2020-im godinama Srbija i Hrvatska održavaju kapacitete za periodična obnavljanja tenka i njegovo zaržavanje u sastavu svojih oružanih snaga, uz stanovite modernizacije. 

## Razvoj
Tijekom sedamdesetih godina 20. stoljeća vojni vrh JNA donio je odluku da se započne proizvodnja prvog domaćeg tenka. Zbog nedostatka iskustva u projektiranju i proizvodnji tenkova odlučeno je da kao osnova za izradu domaćeg tenka posluži neki od postojećih modela tenkova treće generacije. Odlučeno je da to bude sovjetski T-72, koji je u to vrijeme svrstavan među bolje tenkove u svijetu.
Paralelno s početkom proizvodnje analizirane su sve prednosti i nedostaci ovog modela kako bi stečena iskustva bila iskorištena prilikom izrade domaćeg tenka.
Prototip je proizveden 1983. godine, a serijska proizvodnja počela je 1984. Javnosti je prvi put predstavljen na paradi "Pobeda-85" 9. svibnja 1985. u Beogradu.

Bilo je oko 240 tvornica iz bivše Jugoslavije koje su izravno sudjelovale u proizvodnji M-84 tenka plus oko 1000 onih koji su sudjelovali indirektno. Glavne tvornice bile su:
- "Đuro Đaković", Slavonski Brod – završna proizvodnja
- "FAMOS", Sarajevo – pogon
- "Iskra Delta", Kranj -laser i elektronički dijelovi
- "Zrak Sarajevo", Sarajevo – optika
- "Slovenske železarne", Ravne na Koroškem – oklop
- "Prvi partizan", Užice – municija
- "PRETIS", Vogošća – granate
- "Prva Petoletka", Trstenik – hidraulika
- "21. maj", Rakovica (Beograd) – upravljački sustav
- "Bratstvo", Novi Travnik – top
- "Metalski zavodi Tito", Skoplje
- "11. oktomvri", Prilep
- "RUEN", Kočani
- "Rudi Čajevec", Banja Luka – elektronika
- "Sever", Subotica – autopunjač
- "Jugoturbina", Karlovac
- "Radoje Dakić", Podgorica
- "Industrija ležajeva Kotor", Kotor

Tijekom 1980-ih pokrenut je projekt za razvoj tenka koji bi zamijenio tenk M-84. Za razliku od M-84, Vihor nije bio kopija T-72 tenka nego projekt vlastitih (jugoslavenskih) stručnjaka. Poslije raspada Jugoslavije projekt izgradnje tenka Vihor se napustio.
Najnovija srpska verzija M-84 tenka je M-84AB1 opremljena s eksplozivno-reaktivnim oklopom Kontakt-5, AT-11 protutenkovskim projektilima, Agava-2 termovizijom i Štora-1 aktivnim sustavom zaštite. Po ovoj opremi vrlo je sličan ruskom T-90.

## Dizajn

### Vatrena moć
M-84 je opremljen 125mm topom s automatskim punjenjem koji ima brzinu paljbe 8 granata u minuti. Borbeni komplet se sastoji od 40 granata od kojih je dio smješten u auto punjaču, a dio u tijelu tenka ispod kupole. Ovaj način spremanja streljiva je naslijedio od sovjetskog T-72, a pokazalo se vrlo opasno. 
Na kupoli se još nalaze 7.62mm strojnica i 12.7mm protuzračna strojnica.

### Oklopna zaštita
M-84 ima vrlo sličan oklop kao i T-72. Višeslojni oklop sastoji se od čelika, aluminija, titanija i drugih materijala. Na ovaj oklop može se još postaviti eksplozivno-reaktivni oklop Kontakt-5 i aktivni sustav zaštite Štora-1. Ovaj oklop daje efektivnu debljinu od oko 500 mm. Na prednjem dijelu kupole M-84 ima 12 bacača dimne zavjese i postavljen reflektor za blisku borbu noću.
U tenk je ugrađena i dobra zaštita od radijacije i djelovanje kemijskih i bioloških oružja.

### Pokretljivost
Osnovni M-84 bili su opremljeni s 12-cilindričnim vodom hlađenim V46-6 Dieselovim motorom, snage 574 kW. Poboljšani M-84A ima moderniji i jači V46-TK 735 kW (1,000 KS) motor. Maksimalan kapacitet spremnika je 1,200 l s kojim može priječi 450 km, a s dodatnim spremnicima 650 km.
Hrvatske verzija M-84A4 ima snažniji njemački motor s 820 kW (1100 ks), dok M-95 Degman ima 895 kW (1200 ks) najjači motor od svih verzija M-84 tenka.
Tenk M-84 bez ikakve pripreme može savladati vodenu prepreku dubine 1.2 metra ili 5 metara s disalicom.

## Inačice

### SFRJ
M-84
Osnovna inačica.
M-84A
snažniji motor i poboljšan oklop.
M-84AB
moderniji SUP, koji uključuje DNNS-2 dan/noć vizor, stabiliziran top u dvije ravnine i laserski daljinomjer. Također ima TNP-160 periskop, TNP-65 pomoćni periskop, DNKS-2 dan/noć vizor za zapovjednika i TNPO-168V vozačev periskop. M-84AB ima i novi komunikacijski sustav. Oko 150 ovih tenkova prodano je Kuvajtu gdje su sudjelovali u Zaljevskom ratu.
M-84ABN
Verzija M-84AB s navigacijskim sustavom
M-84ABK
Zapovjedna verzija M-84AB opremljena navigacijskim sustavom, sustavom za više vrsta komunikacije itd.
M-84AI
Oklopno vozilo za popravke. Tijekom 1990-ih Kuvajt je htio kupiti veći broj oklopnih vozila za popravke na temelju tijela tenka M-84. Zbog toga je Jugoslavija vrlo brzo sklopila ugovor o suradnji s Poljskom i napravljeno je vozilo koje se temeljilo na tijelu tenka M-84 i dijelovima koji su bili preuzeti s poljskog WTZ-3 vozila. Vozilo je naoružano 12.7 mm strojnicom i ima hidrauličnu ruku i vitlo.

### Hrvatska
M-84A4 "Snajper"

boljim SUP-om i njemačkim Dieselovim motorima s 1100 ks. Do 2008. godine svi hrvatski M-84 tenkovi modernizirani su na M-84A4 standard.
M-95 Degman

hrvatski tenk nastao na temelju M-84. Nova kupola s reaktivnim oklopom.
M-84D
Ugrađen je reaktivni oklop, SUP temeljen na Omega digitalnom balističkom računalu slovenske tvrtke Fotona, novi sustav pokretanja topa i klima uređaj. Auto punjač je za 15% brži od istoga na starijim verzijama M-84. Na kupolu je montirana i daljinski upravljana strojnica kalibra 12,7 mm.

### Srbija, SiCG, SRJ
M-84AB1 (M-84AS)
Javnosti predstavljen 2004. godine. Ugrađen je poboljšani SUP s integriranim dnevno-noćnom ciljaničkom spravom. Postojeći top zamijenjen je novim koji ima mogućnost lansiranja protuoklopnih raketa. Zbog sve veće opasnosti od suvremenih protuoklopnih oružja, M-84AB1 opremljen je reaktivnim oklopom i sustavom aktivnog ometanja Štora-1.

## Operativna uporaba

### Ratovi na području bivše Jugoslavije

#### Desetodnevni rat
Tijekom Desetodnevnog rata u Sloveniji JNA je koristila M-84 tenkove koji su se poslije sukoba povukli u Hrvatsku i Srbiju od kuda je planiran napad na Hrvatsku. Slovenija je zarobila nekoliko M-84 tenkova koji su nakon povlačenja JNA ostali u vojarnama.

#### Domovinski rat
U Domovinskom ratu obje strane upotrebljavale su tenk M-84. Velik broj tenkova je tadašnja JNA koristila u Bitci za Vukovar, kada su vukovarski branitelji na Trpinjskoj cesti pod zapovjedništvom Blage Zadre uništili oko 100 oklopnih vozila, najviše tenkova T-55 i oko 20 tenkova M-84. Tijekom Bitke za vojarne Hrvatska vojska zarobila je oko 50 tenkova M-84 koji su kasnije korišteni u svim većim operacijama oslobađanja hrvatskog teritorija. 
Dana 6. svibnja 1991. radnici Đure Đakovića u Slavonskom Brodu štrajkom i demonstracijama spriječili su prijevoz 21 tenka iz proizvodnog pogona u vojarne JNA. Nepoznat je točan broj tenkova M-84 uništenih u Domovinskom ratu.

#### Rat u Bosni i Hercegovini
U ratu u Bosni i Hercegovini upotrebljavani su većinom stariji T-55 tenkovi, dok su M-84 bili rijetki. Na početku rata Republika Srpska Krajina veliku većinu M-84 tenkova koji su bili u bosanskim vojarnama pripojila sebi (oko 150-200 tenkova M-84), dok je Armija BiH imala samo 3, od toga dva su zarobljena u selu Miljanovci blizu Doboja i Tešnja. Tenkove M-84 u svome sastavu su imale 1. oklopna brigada VRS, 2. oklopna brigada VRS i 16. krajiška motorizirana brigada VRS. Broj uništenih M-84 tenkova u ratu u BiH je nepoznat.

#### Rat na Kosovu
Tijekom Rata na Kosovu Srpska vojska je masovno koristila tenkove M-84 i T-55. NATO je tvrdio da je uništio 300 srpskih tenkova što bi bilo oko 30% svih srpskih tenkovskih snaga, a u stvari su se oni povukli nakon dolaska mirovnih snaga. Kasnije se utvrdilo da je NATO zračnim napadima uništio samo 14 od kojih su 9 M-84 i 5 T-55. 

## Korisnici
- Hrvatska (75)
- Kuvajt (149)
- Bosna i Hercegovina (16 u uporabi)
- Srbija (212 u uporabi,20 u rezervi )
- Slovenija (54)

### Odgođene narudžbe
Neke narudžbe zemalja koje su bile zainteresirane za kupnju M-84 tenka su propale zbog stanja u Jugoslaviji u tom razdoblju.
- Libija
- Pakistan

## Vanjske poveznice
- M-84 tenk na stranici ddsv.hr  Arhivirana inačica izvorne stranice od 22. svibnja 2009. (Wayback Machine)
- M-84AI tenk za izvlačenje na stranici ddsv.hr  Arhivirana inačica izvorne stranice od 5. veljače 2009. (Wayback Machine)
- M-84AB, M-84A4, slika lovca tenkova M95 Cobra  Arhivirana inačica izvorne stranice od 1. lipnja 2011. (Wayback Machine)
- M-95 Degman na stranici ddsv.hr  Arhivirana inačica izvorne stranice od 19. svibnja 2009. (Wayback Machine)
- (en) Military-today.com – M-84